# Lönnfruktsdvärgmal
Lönnfruktsdvärgmal (Ectoedemia sericopeza) är en fjärilsart som först beskrevs av Philipp Christoph Zeller 1839.  Lönnfruktsdvärgmal ingår i släktet Ectoedemia, och familjen dvärgmalar. Arten är reproducerande i Sverige.